# Akademische Druck- und Verlagsanstalt
Die Akademische Druck- und Verlagsanstalt (ADEVA oder Akad. Dr.- u. Verl.-Anst.) ist ein österreichischer Buchverlag in Graz, der vor allem auf die Herausgabe aufwendiger Faksimile-Editionen spezialisiert ist.
Der Verlag wurde von Paul Struzl (1914–1973) in Graz gegründet. Die Arbeit begann der gelernte Schriftsetzer und promovierte Volkswirt Paul Struzl 1947, indem er eine Rotaprint-Maschine vom Land Steiermark erwarb und eine Offset-Druckerei unter dem Namen seines Schwiegervaters Franz Hacker gründete. 1949 gründete Struzl die Akademische Druck- und Verlagsanstalt und brachte die 1947 gegründete Druckerei ein. Angesichts zahlreicher im Krieg zerstörter Bibliotheksbestände lag der Schwerpunkt der Tätigkeit auf dem Nachdruck wissenschaftlicher Werke, häufig in Zusammenarbeit mit der Wissenschaftlichen Buchgesellschaft. Im Laufe der 1960er Jahre enthielt der Katalog bereits über tausend Titel, darunter nicht nur die großen deutschsprachigen Bibliographien, sondern auch die größten deutschsprachigen Enzyklopädien wie Johann Heinrich Zedlers berühmtes Grosses vollständiges Universal-Lexicon Aller Wissenschafften und Künste sowie die 168-bändige Allgemeine Encyclopädie der Wissenschaften und Künste von Johann Samuel Ersch und Johann Gottfried Gruber.
Neben diesen Nachdrucken alter Werke entwickelte sich auch ein Verlagsprogramm mit wissenschaftlicher Literatur der Fachgebiete Philologie, Geschichte, Kunstwissenschaft, Musikwissenschaft, Numismatik, Philosophie und Theologie. Dazu gesellte sich ein ausgeprägtes Interesse an der Handschriftenkunde und dem handschriftlich überlieferten Buchgut. In Zusammenarbeit mit Bibliotheken, vorwiegend in Österreich, Italien und dem Vatikan, wurde die Akademische Druck- und Verlagsanstalt zu einem der international führenden Verlage für die Herstellung aufwendiger Faksimile-Editionen. Die bekannteste Buchreihe des Verlags mit dem Titel Codices Selecti wurde 1960 gegründet, und in dieser Serie sind zahlreiche wertvolle Handschriften als Faksimiles publiziert worden. Ergänzt werden die Codices selecti durch die Buchreihe Glanzlichter der Buchkunst, in der ausgewählte Handschriften in verkleinerter Form nachgedruckt sind und damit zu moderateren Preisen angeboten werden können.
Als Auszeichnung für ihre verlegerische Tätigkeit hat die Akademische Druck- und Verlagsanstalt im Jahre 1995 den Maecenas-Kunstpreis erhalten.